# 邢春宁
邢春宁（1958年3月—），女，汉族，山东威海人，中华人民共和国政治人物，曾任江苏省人大常委会副主任、党组成员。